# Kutzleben
Kutzleben ist eine Gemeinde im Unstrut-Hainich-Kreis in Thüringen (Deutschland).

## Geografie

### Geografische Lage
Die Gemeinde gehört der Verwaltungsgemeinschaft Bad Tennstedt an. Der Verwaltungssitz ist in der Stadt Bad Tennstedt.

### Gemeindegliederung
Lützensömmern ist ein Ortsteil von Kutzleben.

## Geschichte
Die Ortsgründung fällt in die Zeit vor dem Untergang des Thüringer Reiches. Wann der Ort genau entstanden ist, vermag heute niemand zu sagen. Nach den Forschungen des Ortschronisten Wolfgang Brauner ist Kutzleben bereits in Altthüringer Zeit, also vor 531, entstanden. Der Ortsname Kutzleben wie auch der gleich lautende Name des Adelsgeschlechtes von Kutzleben leitet sich ab von dem Eigennamen Chuzzo und dem Begriff Leben und bedeutet „Erbhof des Chuzzo“. Der Begriff Leben kommt immer im Zusammenhang mit Eigennamen vor und bedeutet Erbhof oder Sitz des jeweiligen Vornamenträgers.

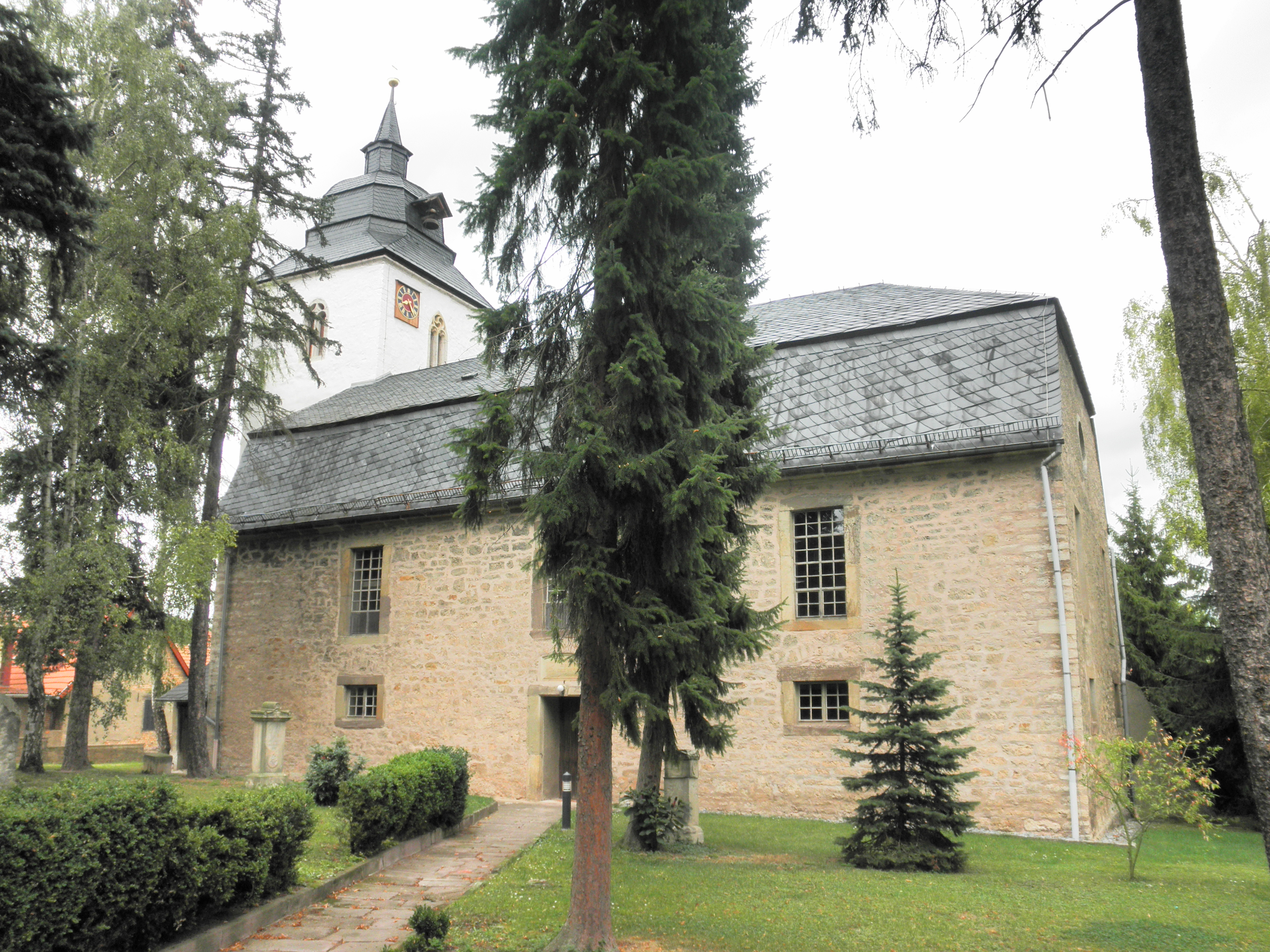
Kirche in Kutzleben

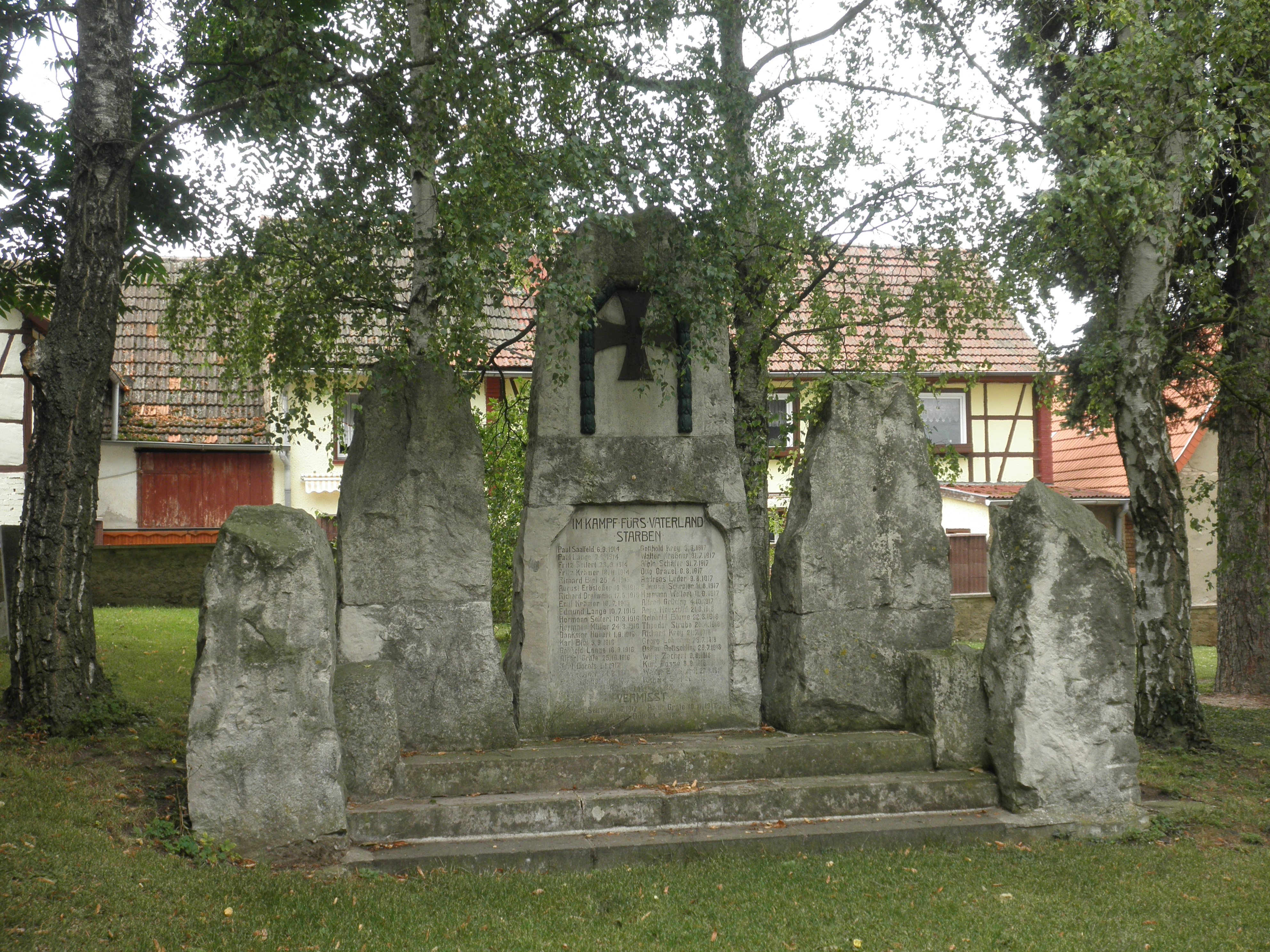
Kriegerdenkmal in Kutzleben

In schriftlicher Form taucht der Name Kutzleben erstmals im 8. Jahrhundert in der Form Cuceslebo in einer Urkunde auf, die den Ort als Besitzung der Abtei Hersfeld aufführt. Der Ortsname erfuhr im Laufe der Jahrhunderte viele Abwandlungen wie Cuuslebo, Cuczeleiden, Kottenleiber, Gozzenleber und Kutzenleibin. Die ältesten Erwähnungen des Ortes Kutzleben finden sich in zwei Urkunden des Jöchaburger Copialbuches im Landesarchiv zu Rudolstadt aus den Jahren 1128 und 1174.
Kutzleben gehörte bis 1815 zum kursächsischen Amt Weißensee. Durch die Beschlüsse des Wiener Kongresses kam er zu Preußen und wurde 1816 dem Landkreis Weißensee im Regierungsbezirk Erfurt der Provinz Sachsen zugeteilt, zu dem er bis 1944 gehörte.
Am 1. Juli 1950 wurde die bis dahin eigenständige Gemeinde Lützensömmern eingegliedert.

### Gemeindesiegel
Seit den 1920er Jahren zeigt das Ortssiegel eine große Linde mit der Umschrift »Gemeinde Kutzleben«. Auf älteren Dokumenten findet sich ein Siegelabdruck, der zwei Linden zeigt.

### Die ältesten Besitzungen
Der Name von Kutzleben erscheint erstmals in einer Erfurter Klosterurkunde aus dem Jahre 1120, in der Ritant de Cuczeleiben als Zeuge genannt ist. Da sich zu Kutzleben ein Vogt befand, wird das Hauptgut zu Kutzleben schon Anfang des 14. Jahrhunderts ein landesherrlicher Besitz gewesen sein. Neben dem Hauptgut gab es noch verschiedene kleinere Güter, die teils Klosterbesitz, teils Eigentum verschiedener adliger Familien waren, oder sich in den Händen der Deutschen Ordens-Commende Nägelstedt oder des zu Kutzleben bestehenden Johanniterordenshofes befanden.

### Die mittelalterliche Gemeindeverfassung
Einen interessanten Blick in die Gemeindeverfassung des Ortes und einen Hinweis über die Besitzverhältnisse gewährt eine Erfurter Klosterurkunde aus dem Jahre 1359. Die in dieser Urkunde genannten Personen dürfen als Besitzer freier Siedelhöfe im Orte angesehen werden und bildeten als Heimbürgen und „Collegium der Vier“ die Gemeindevertretung des Ortes, die unter der Aufsicht des landesherrlichen Vogtes und Richters stand.

## Politik

### Rat
Der Rat der Gemeinde Kutzleben besteht aus acht Ratsfrauen und -herren. Er wird alle fünf Jahre neu gewählt. Bei der Kommunalwahl vom 26. Mai 2024 wurden fünf Männer und drei Frauen gewählt, die alle der Wählergemeinschaft Kutzleben / Lützensömmern angehören. Die Wahlbeteiligung lag bei 62,1 %.
Frühere Wahlen führten zu folgenden Ergebnissen:
| Parteien und Wählergemeinschaften                | Parteien und Wählergemeinschaften | 2019     | 2019   |          | 2014   | 2014     |        | 2009     | 2009   |          | 2004   | 2004     |        | 1999 | 1999 |  | 1994 | 1994 |
| Parteien und Wählergemeinschaften                | Parteien und Wählergemeinschaften | Anteil a | Sitze  | Anteil a | Sitze  | Anteil a | Sitze  | Anteil a | Sitze  | Anteil a | Sitze  | Anteil a | Sitze  |      |      |  |      |      |
| Christlich Demokratische Union Deutschlands      | CDU                               | 37,1     | 3      | 60,4     | 5      | 34,6     | 3      | 35,7     | 3      | 25,4     | 2      | 46,0     | 3      |      |      |  |      |      |
| Wählergemeinschaft Kutzleben/Lützensömmern       | WG                                | 62,9     | 5      | 39,6     | 3      | 65,4     | 5      | 31,1     | 2      | —        | —      | —        | —      |      |      |  |      |      |
| Freie Wählergemeinschaft Kutzleben/Lützensömmern | FWG                               | —        | —      | —        | —      | —        | —      | 33,2     | 3      | 30,7     | 2      | 54,0     | 5      |      |      |  |      |      |
| SPD/Wählergruppe                                 | SPD/WG                            | —        | —      | —        | —      | —        | —      | —        | —      | 43,9     | 4      | —        | —      |      |      |  |      |      |
| Anteil ungültiger Stimmen                        | Anteil ungültiger Stimmen         | 2,5 %    | 2,5 %  | 5,2 %    | 5,2 %  | 7,0 %    | 7,0 %  | 5,1 %    | 5,1 %  | 8,4 %    | 8,4 %  | 6,3 %    | 6,3 %  |      |      |  |      |      |
| Sitze gesamt                                     | Sitze gesamt                      | 8        | 8      | 8        | 8      | 8        | 8      | 8        | 8      | 8        | 8      | 8        | 8      |      |      |  |      |      |
| Wahlbeteiligung                                  | Wahlbeteiligung                   | 61,8 %   | 61,8 % | 50,1 %   | 50,1 % | 45,4 %   | 45,4 % | 64,7 %   | 64,7 % | 71,3 %   | 71,3 % | 75,8 %   | 75,8 % |      |      |  |      |      |

### Bürgermeisterin
Ehrenamtliche Bürgermeisterin ist seit dem 6. September 2015 Janine Schäfer (CDU). Sie erhielt 60,6 % der Stimmen. Bei der Wahl am 26. September 2021 wurde sie mit 84,7 Prozent der gültigen Stimmen im Amt bestätigt. Die Wahlbeteiligung lag bei 71,4 Prozent.

### Wappen
Blasonierung: „Geviert von Silber und Grün; oben rechts ein grünes Waidrad; oben links ein silberner gekrönter doppelschwänziger Löwe; unten rechts eine silberne Säule, beseitet von je einem aufrechten Lindenblatt; unten links eine grüne Hopfenblüte.“

## Sehenswürdigkeiten

### Bauwerke
- Die evangelische Filialkirche ist eine gerade geschlossene Saalkirche mit übereinanderliegenden Fensterreihen und Krüppelwalmdach von 1733. Der spätgotische Westturm besitzt Maßwerkfenster und eine welsche Haube. Der Saal enthält eine Voutendecke und zweigeschossige Emporen. Im Süden ist ein mit Rankenwerk ausgezeichneter Herrschaftsstand. Der Kanzelaltar und das Orgelprospekt stammen aus der Erbauungszeit. Die Glocke ist von 1613.[11]

- Im Ort befindet sich ein ehemaliges Rittergut des Fürstlich Sächsischen Amtsschossers zu Weißensee Christian Kiesling auf Kutzleben. Herrenhaus und Wirtschaftsgebäude sind um den weitläufigen Hof gruppiert. Das Herrenhaus ist ein barocker, zweigeschossiger Walmdachbau von zehn Achsen. Im Hof steht ein Brunnenhaus von 1800.[11]

## Söhne und Töchter der Stadt
- Irene Schuch (* 20. November 1935 in Lützensömmern), Leichtathletin
- Annerose Fiedler (* 5. September 1951), Leichtathletin und Olympiateilnehmerin

## Veranstaltungen
- Seit 1996 findet jährlich innerhalb der Mauern des Ritterguts in Lützensömmern ein Internationales Jugendcamp als Zeltlager von 14- bis 25-jährigen Kindern und Jugendlichen statt, die homosexuell (schwul, lesbisch), bisexuell oder transsexuell sind.[12]